# Tyler James Williams
Pour les articles homonymes, voir Williams.
Tyler James Williams ou Tyler Williams est un acteur américain, né le 9 octobre 1992 dans le  Comté de Westchester, dans l'état de New York. 
Il s’est fait connaître du grand public pour avoir incarné le personnage principal de la série télévisée comique Tout le monde déteste Chris (2005-2009), qui lui permet de devenir le plus jeune acteur à recevoir un NAACP Image Awards.  
Il fait ensuite partie de la distribution principale de trois séries éphémères : D'abord la sitcom Go On (2012-2013), puis, la série policière Esprits criminels : Unité sans frontières (2016-2017). Entre-temps, il décroche un rôle récurrent dans la série d'horreur The Walking Dead (2014-2015). Enfin, il rejoint la distribution principale de la série d'action Whiskey Cavalier (2019). 
Il profite de cette notoriété pour apparaître dans des longs métrages tels que Enfants non accompagnés (2006),  Dear White People (2014) et Detroit (2017).

## Biographie

### Jeunesse et formation
Tyler est né dans le Comté de Westchester et a grandi à Yonkers, à New York. Sa mère, Angela Williams, est une auteure-compositrice-interprète son père, Le'Roy Williams, est un sergent de police. Il a deux frères plus jeunes :  Tyrel Jackson Williams (né en 1997) et Tylen Jacob Williams (né en 2001). Son frère, Tyrel est aussi un acteur, il a notamment joué dans la série du réseau Disney XD, Les Bio-Teens, aux côtés de Tyler, le temps d'un épisode.

### Carrière

#### Débuts et révélation
Tyler a commencé sa carrière d'acteur à l'âge de 4 ans. Entre 1999 et 2003, il apparaît dans la célèbre émission américaine Saturday Night Live. Avant cela, il a joué dans Little Bill comme la voix de Bobby, brièvement remplacé par Devon Malik Beckford en 2000, et apparait aussi dans la série Sesame Street. 

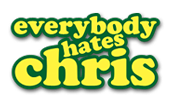
Logo original de la série télévisée Tout le monde déteste Chris.

Il a connu la gloire en 2005 en jouant le personnage-titre dans la série à succès Tout le monde déteste Chris, qui s'est terminé en 2009. Grâce à ce rôle, il a été cité pour plusieurs Young Artist Award et il remporte, en 2007, le NAACP Image Awards du meilleur acteur dans une série télévisée comique, faisant de lui le plus jeune acteur à recevoir un prix lors de cette cérémonie qui récompense les œuvres et les professionnels de la communauté afro-américaine. 
Il profite de ce succès pour faire ses réels débuts sur grand écran, après un rôle non crédité dans Two for the Money aux côtés d'Al Pacino, il décroche un rôle d'importance dans la comédie Enfants non accompagnés.
A l'arrêt de son show, il apparaît dans la deuxième saison de True Jackson ainsi que dans celle de The Cleaner, jouant les guest-star le temps d'un épisode. En 2010, il prête sa voix au personnage des comics Firestorm, pour quelques épisodes de la série d'animation Batman : L'Alliance des héros. 

#### Rôles réguliers et télévision
Entre 2012 et 2013, Williams a obtenu le rôle d'Owen dans la sitcom Go On qui marque le retour en vedette de Matthew Perry mais qui sera arrêtée prématurément, faute d'audiences. Il a également joué le rôle principal de Cyrus DeBarge dans le film de Disney Channel Original, Let It Shine aux côtés de Coco Jones, Trevor Jackson, et Brandon Mychal Smith. Tyler est présent sur 9 chansons de la bande originale du film, démontrant des talents de rappeur dont les vidéos sont distribuées sur le site Disney Channel. Poursuivant sa collaboration avec ce réseau, il a également été un invité vedette de la série Les Bio-Teens : Forces spéciales.
En 2014, sa prestation dans le film Dear White People lui vaut le prix Spark Award décerné par le Festival international du film RiverRun. 
Entre 2014 et 2015, il rejoint pour une poignée d'épisodes, la saison 5 de la série américaine horrifique The Walking Dead,. Entre 2016 et 2017, il fait partie de la distribution principale de la série policière Esprits Criminels : unité sans frontières pour jouer Russ « Monty » Montgomery, un analyste technique. Il s'agit d'une série dérivée d'Esprits criminels. Dans le même temps, il est aussi le héros d'une mini-série intitulée RePlay, dont l'histoire reprend celle du film Un jour sans fin.
En 2018, après un rôle récurrent dans la deuxième saison de la série Dear White People, elle-même adaptée du film dans lequel Williams avait joué, il rejoint Scott Foley, Ana Ortiz et retrouve Lauren Cohan, pour faire partie de la distribution principale de la série qui mélange comédie et action, du réseau ABC, Whiskey Cavalier,. Cependant, la série est arrêtée, en mai 2019, à l'issue de la première saison, faute d'audiences,,.

## Filmographie

### Cinéma
- 2005 : Two for the Money de D. J. Caruso : un invité de la fête (non crédité)
- 2006 : Enfants non accompagnés de Paul Feig : Charlie Goldfinch
- 2006 : Lucas, fourmi malgré lui de John A. Davis : Blue Teammate #1 (voix originale)
- 2013 : Peeples de Tina Gordon Chism : Simon Peeples
- 2014 : Dear White People de Justin Simien : Lionel Higgins
- 2017 : Detroit de Kathryn Bigelow : Leon
- 2019 : The Wedding Year de Robert Luketic : Jake
- 2021 : Billie Holiday, une affaire d'État (The United States vs. Billie Holiday) de Lee Daniels : Lester Young
- 2024 : Amber Alert de Kerry Bellessa

### Télévision

#### Téléfilms
- 2012 : Let It Shine de Paul Hoen : Cyrus DeBarge

#### Séries télévisées
- 1999 - 2003 : Saturday Night Live : Divers personnages (3 épisodes)
- 2000 : 1, rue Sésame : Tyler (1 épisode)
- 2000 - 2002 : Little Bill : Bobby (6 épisodes)
- 2004 : Judge Mooney : Melvin (pilote non retenu)
- 2005 : New York, unité spéciale : Kyle McGovern (saison 6, épisode 22)
- 2005 - 2009 : Tout le monde déteste Chris : Chris Rock
- 2009 : The Cleaner : Kenji Simon (saison 2, épisode 2)
- 2009 : True Jackson : Justin Weber (saison 2, épisode 2)
- 2010 : Batman : L'Alliance des héros : Firestorm / Jason Rusch (voix, 3 épisodes)
- 2011 : Dr House : Landon Parks (saison 7, épisode 10)
- 2012 : Les Bio-Teens : Leo Dooley dans le futur (saison 1, épisode 11)
- 2012 - 2013 : Go On : Owen (19 épisodes)
- 2014 :  Key & Peele : Steve Erckel (saison 4, épisode 4)
- 2014 - 2015 : The Walking Dead : Noah (saison 5,10 épisodes)
- 2015 : Esprits criminels : Russ Montgomery, analyste technique (saison 10, épisode 19)
- 2015 : Ballers : Serviteur (2 épisodes)
- 2015 : Comedy Bang! Bang! : Temptation (1 épisode)
- 2015 : L'Apprentie maman : Jamal (1 épisode)
- 2016 : RePlay  : Nate (12 épisodes)
- 2016 - 2017 : Esprits criminels : Unité sans frontières : Russ Montgomery, analyste technique (26 épisodes)
- 2018 : Dear White People : Carson Rhodes (saison 2, 2 épisodes)
- 2019 : Whiskey Cavalier : Edgar Standish (rôle principal - 13 épisodes)
- 2019 : A Black Lady Sketch Show : Rome (saison 1, épisode 4)
- depuis 2021 : Abbott Elementary : Gregory Eddie (rôle principal - 35 épisodes)

#### Clip vidéo
- 2014 : Get Your Life de Caught a Ghost

## Distinctions
Sauf indication contraire ou complémentaire, les informations mentionnées dans cette section proviennent de la base de données IMDb.

### Récompenses
- NAACP Image Awards 2007 : meilleur acteur dans une série télévisée comique pour Tout le monde déteste Chris
- Festival international du film RiverRun 2014 : Spark Award, prix partagé avec Tye Sheridan et Sophie Desmarais
- Black Reel Awards 2015 : meilleur révélation masculine pour Dear White People
- Golden Globes 2023 : meilleur acteur dans un second rôle dans une série musicale, comique ou dramatique pour Abbott Elementary

### Nominations
- NAACP Image Awards 2006 : meilleur acteur dans une série télévisée comique pour Tout le monde déteste Chris
- Teen Choice Awards 2006 : meilleur acteur dans une série télévisée comique pour Tout le monde déteste Chris
- Young Artist Awards 2006 : meilleure performance par un jeune acteur dans une série télévisée pour Tout le monde déteste Chris
- Young Artist Awards 2007 : 
  - meilleure performance par un jeune acteur dans une série télévisée pour Tout le monde déteste Chris
  - meilleure jeune distribution dans un film pour Enfants non accompagnés
- NAACP Image Awards 2008 : meilleur acteur dans une série télévisée comique pour Tout le monde déteste Chris
- Young Artist Awards 2008 : meilleure performance par un jeune acteur dans une série télévisée pour Tout le monde déteste Chris
- NAACP Image Awards 2009 : meilleur acteur dans une série télévisée comique pour Tout le monde déteste Chris
- BET Awards 2010 : YoungStar Awards
- NAACP Image Awards 2010 : meilleur acteur dans une série télévisée comique pour Tout le monde déteste Chris
- NAACP Image Awards 2013 : meilleure interprétation dans un programme pour enfants pour Let It Shine